# Petek
Pétek je dan v tednu med četrtkom in soboto. Po sodobnem evropskem pojmovanju je petek peti dan v tednu (glej ISO 8601), po starem judovskem gledanju pa predzadnji, šesti. Petek je po večini zadnji dan v delovnem tednu pred koncem tedna.
V islamu je petek dan javnega čaščenja v mošejah.
Judovski sabat je začne ob sončnem zahodu v petek in traja do sončnega zahoda v soboto.
Slovensko ime petek izhaja iz vrstnega reda dneva v tednu (peti dan v tednu).
Pojavlja se v ustaljenem reklu (fraza/besedni zvezi) "Vsak petek in svetek" ipd.